# Hildrizhausen
Hildrizhausen è un comune tedesco situato nel land del Baden-Württemberg.